# کارل گرین (سوارکار)
کارل گرین (انگلیسی: Carl Green؛ ۱ ژانویه ۱۸۹۴ – ۱ سپتامبر ۱۹۶۲) سوارکار اهل سوئد بود.
او در مسابقات کشوری و بین‌المللی در مجموع برندهٔ ۱ مدال برنز شده‌است.